# Alto el fuego de ETA de 2010-2011
El alto el fuego de la organización terrorista Euskadi Ta Askatasuna (ETA) iniciado en septiembre de 2010 fue el preámbulo al cese definitivo de su actividad armada en octubre de 2011.
El 5 de septiembre de 2010, la organización terrorista nacionalista vasca ETA anunció en un comunicado a la cadena de televisión británica BBC a través de un vídeo, un cese de «acciones armadas ofensivas», que fue entendido como un alto el fuego o tregua, sin especificar su alcance, ni mencionar el acuerdo alcanzado por Eusko Alkartasuna y la izquierda abertzale ilegalizada dos días antes para que ETA pusiese fin a la violencia definitivamente y entregase las armas, o las peticiones por parte de diversos mediadores internacionales en marzo de 2010 por un alto el fuego. El 18 de septiembre, y a través del diario Gara, ETA emitió un nuevo comunicado en el que pedía a los mediadores internacionales de la llamada Declaración de Bruselas su participación en el proceso, al tiempo que instaba a Francia y España a negociar. Una semana después declaraba que sería posible un alto el fuego "permanente y verificable" si se cumplían las condiciones que había señalado. Cuatro meses después de la primera declaración, ETA anunció el 10 de enero de 2011 su decisión de declarar un alto el fuego "permanente, general y verificable" en un nuevo comunicado que fue acogido con escepticismo por el Gobierno español y la mayoría de las fuerzas políticas, y en marzo de ese mismo año se mostró dispuesta a una "verificación informal" del alto el fuego. El 20 de octubre de 2011, tres días después de la celebración de la Conferencia Internacional de Paz de San Sebastián, en la que se le pedía una declaración en esos términos, ETA anunció "el cese definitivo de su actividad armada" en un comunicado en el que también hizo "un llamamiento a los gobiernos de España y Francia para abrir un proceso de diálogo directo" destinado a solucionar "las consecuencias del conflicto".
Al tiempo del alto el fuego de septiembre de 2010, ETA llevaba acumulados un total de 829 asesinatos y 84 secuestros. El último atentado mortal en España había sido trece meses antes, el 30 de julio de 2009 en Mallorca, con el asesinato de dos guardias civiles. El último asesinato, sin embargo, había tenido lugar el 16 de marzo de 2010 en Francia, con la muerte de un policía francés en un tiroteo entre las fuerzas de seguridad y los etarras.
Tanto el Gobierno de España, como el Gobierno Vasco, y los grupos parlamentarios en el Congreso de los Diputados, manifestaron su escepticismo y decepción por el anuncio de ETA, al considerarlo insuficiente. Todos ellos reflejaron que lo que se esperaba de ETA era que abandonase las armas de una vez y para siempre. No obstante, por parte de la ilegalizada Batasuna, se defendió la posición de ETA como una oportunidad de alto valor para superar el "conflicto vasco".

## Antecedentes inmediatos

### Anuncios de cese en la historia de ETA

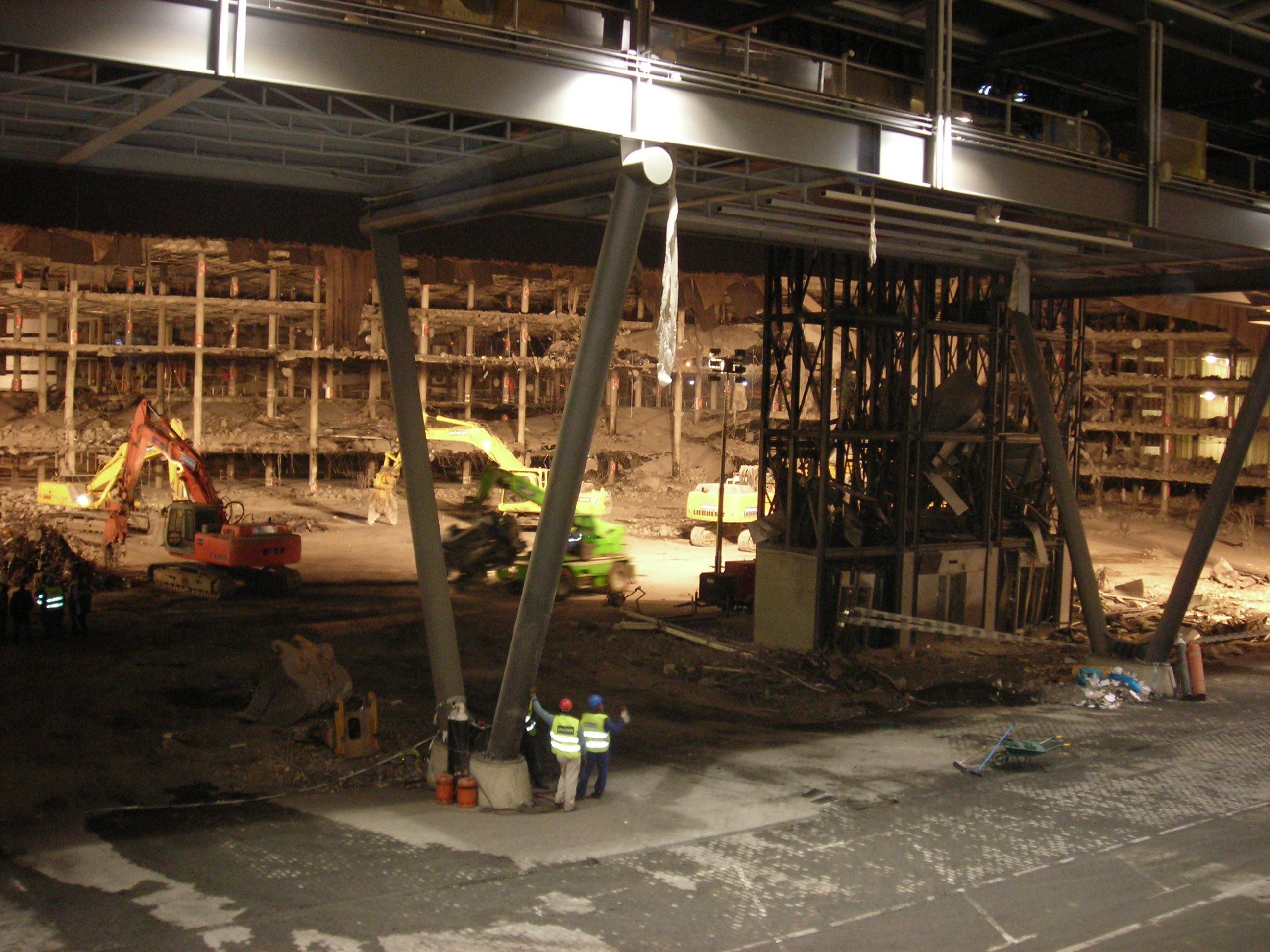
Atentado de ETA en la T-4 del aeropuerto de Barajas el 30 de diciembre de 2006, que dio fin al anterior alto el fuego.

Desde su creación, ETA había anunciado situaciones de alto el fuego en once ocasiones. Aunque el primer ejecutivo democrático durante la transición política, presidido por Adolfo Suárez en 1977 ya pidió a ETA el abandono de las armas, no fue hasta el golpe de Estado del 23 de febrero de 1981 que se produjo el primero, por ETA político militar, que ya no reanudó la lucha armada y se disolvió, mientras que la heredera, ETA militar, continuó con sus acciones. El último alto el fuego lo anunció ETA el 22 de marzo de 2006, y se puso en marcha un proceso de paz con el primer gobierno de José Luis Rodríguez Zapatero, roto finalmente el 30 de diciembre de 2006 cuando ETA cometió un atentado en el aparcamiento de la Terminal 4 del aeropuerto madrileño de Barajas que costó la vida a dos personas.

### Presión interna sobre ETA y Declaración de Bruselas
En febrero de 2010 y a través de exmiembros de la formación ilegalizada, se comunicó que las bases abertzales de Batasuna habían aprobado una propuesta realizada por Arnaldo Otegi, Rufi Etxeberria y Rafael Diez Usabiaga de promover un "proceso democrático por vías políticas y pacíficas".
En marzo de ese mismo año Brian Currin dio a conocer públicamente la denominada Declaración de Bruselas, en la que más de veinte destacadas personalidades, entre ellas varios premios nobel de la paz, reclamaban a ETA un "alto el fuego permanente e incondicional, controlado por un organismo internacional independiente". Entre los firmantes se encontraban el expresidente sudafricano Frederik de Klerk, el arzobispo Desmond Tutu, y los ex primeros ministros irlandeses, John Hume y Mary Robinson.
Algunos analistas interpretaron estos movimientos como una presión sobre ETA, extendida en junio con el Acuerdo estratégico entre Eusko Alkartasuna y la izquierda abertzale, para favorecer un alto el fuego permanente y verificable.

### Situación de ETA previa al alto el fuego
Según fuentes próximas al gobierno español y al Partido Socialista de Euskadi-PSOE, ETA quería dar una oportunidad a la izquierda abertzale, y sacudirse así las presiones realizadas desde Batasuna, que se veía capaz de iniciar un nuevo proceso de negociación ya que quería hacerlo sin la presión de la amenaza de las armas. Arnaldo Otegi, Rufi Etxeberria y Rafael Diez Usabiaga lideraban las críticas y querían promover un "proceso democrático por vías políticas y pacíficas". La intención de declarar una "tregua tácita" se lo comunicó ETA al Partido Socialista de Euskadi en marzo de 2010. ETA tenía planes para atentar durante el primer semestre de 2010 coincidiendo con la presidencia española del Consejo de la Unión Europea. Y así se deducía después de que la policía francesa capturase en marzo al jefe militar, Karrera Sarobe, que en ese momento estaba en una reunión de máxima seguridad en la que estudiaban iniciar una fuerte ofensiva. Sin embargo, la propia debilidad de ETA y la acción policial se lo impidieron. En 2009 124 miembros de ETA habían sido detenidos, y a fecha del día de la declaración del alto el fuego, otros 68 etarras lo habían sido en 2010.
Así, la declaración de alto el fuego de ETA obedecía, según diversos analistas y el propio Gobierno, al intento de la organización terrorista de aliviar la presión sin hacer concesiones plenas a lo reclamado y mostraba la debilidad de la organización, también económica, tras las últimas detenciones. ETA se habría visto de esta manera obligada a anunciar "no llevar a cabo acciones armadas ofensivas". No habló de alto el fuego ni de tregua, como en otras ocasiones. Se dedujo que no iba a atentar, aunque sin fijar fecha, pero no renunciaba a sus estrategias de aprovisionamiento: robo de armas, explosivos y coches; y reclutamiento de nuevos militantes. Tampoco a la violencia callejera ni al cobro de la extorsión empresarial, ni había anunciado una tregua permanente y verificable, como le pedía Batasuna. Las fuentes del ministerio del Interior señalaban que "ETA no se cree este alto el fuego".

## Comunicado de ETA de septiembre de 2010
En este primer comunicado, leído en euskera por una mujer flanqueada por otras dos personas, todos encapuchados, se señaló primero que:

Es tiempo de asumir responsabilidades y de dar pasos firmes: en la articulación del proyecto independentista; en el camino de crear las condiciones para construir el proceso democrático; en la respuesta a la represión y en la defensa firme de los derechos civiles y políticos. El cambio político es posible. Pero en ese camino no hay atajos. El camino de la libertad hay que andarlo paso a paso, aunque sea con flexibilidad. Pero, necesariamente, hay que luchar y hacer el esfuerzo al nivel del objetivo que se persigue. Sin confrontación no se puede superar la negación y la cerrazón. En ese esfuerzo ha estado y está la mano de ETA tendida, siempre. ETA se reafirma en el compromiso con una solución democrática, en el compromiso con una solución democrática para que, a través del diálogo y la negociación, los ciudadanos vascos podamos decidir nuestro futuro de forma libre y democrática.

Señaló igualmente que necesitaba la necesaria voluntad negociadora del Gobierno español "para acordar los mínimos democráticos" para emprender el proceso, señalando que así lo había hecho llegar a la "comunidad internacional" para que "tome parte". El alto el fuego se señaló al final del comunicado:.

ETA hace saber que ya hace algunos meses tomó la decisión de no llevar a cabo acciones armadas ofensivas. ETA quiere reiterar el llamamiento a actuar con responsabilidad a los agentes políticos, sociales y sindicales vascos. Para llegar al escenario de un proceso democrático resulta imprescindible dar pasos firmes como Pueblo. Resulta necesario fijar el proceso para dar la Palabra al Pueblo. Porque será cuando los derechos del Pueblo Vasco sean reconocidos y garantizados cuando se abra la puerta de la verdadera solución al conflicto. Para terminar, queremos hacer un llamamiento al conjunto de los ciudadanos vascos para que se impliquen y continúen la lucha. Cada cual en su propio ámbito, ofrecido cada uno su nivel de compromiso, para que con la riada compuesta por las gotas de todos podamos derruir el muro de la negación y dar pasos irreversibles en el camino de la libertad.

ETA confirmó que había decidido expresamente desde el 9 de agosto de 2009 no cometer más atentados. El último golpe contra la banda terrorista fue la detención, el 3 de agosto en Hernani, de Gurutz Agirresarobe, asesino del exjefe de la policía municipal de Andoáin Joseba Pagazaurtundua.

### Siguientes comunicados, declaraciones y acciones de ETA hasta enero de 2011
El 18 de septiembre de 2010, ETA emitió otro comunicado a través del diario Gara en el que, apelando a la Declaración de Bruselas -que solicitaba de ETA un "alto el fuego permanente y completamente verificable"- , pedía a los firmantes del mismo participar "en el proceso para resolver de forma permanente, justa y democrática este secular conflicto vasco" al tiempo que manifestaba esperar del Gobierno español una respuesta adecuada:

Ante la cerrazón de Francia y España, ETA ha hecho zarpar de nuevo el barco de la oportunidad para la resolución democrática del conflicto. Y ha tomado la primera decisión sin echar el ancla, con disposición de navegar en aguas más profundas

En declaraciones a Gara el 26 de septiembre por parte de dos miembros que dijeron hablar en nombre de ETA, estos señalaron como objetivo "la resolución democrática del conflicto político, en cerrar para siempre la herida, y eso nos exige actuar con responsabilidad a todos", para lo que estarían dispuestos a un alto el fuego "permanente y verificable" y también "para ir más lejos". Al tiempo, seguían pidiendo un escenario de "igualdad entre las partes" y reiteraban los requisitos del primer comunicado.
Finalmente, el 10 de enero de 2011 ETA declaró un "alto el fuego permanente, general y verificable" internacionalmente".

### Reacciones al primer comunicado de septiembre de 2010
Desde fuera de España, el antiguo miembro de la organización terrorista norirlandesa, IRA, y líder del Sinn Féin, Gerry Adams, valoró muy positivamente el comunicado y pidió al Gobierno español que abriera "negociaciones políticas incluyentes".

#### Reacciones del Gobierno de España y el Gobierno Vasco
El Gobierno de España había anunciado pocos días antes que lo único que esperaba de ETA era que dijese que dejaba las armas y abandonaba definitivamente la violencia. El mismo día 5 de septiembre, al conocerse la noticia, señalaron fuentes gubernamentales que "no anuncia ni entrega de armas ni el fin de la violencia; no es suficiente". Además, consideraron que era síntoma de debilidad de ETA y un golpe a la izquierda abertzale que había apostado por un cese definitivo y abandono de las armas sin vuelta atrás. El 6 de septiembre, el ministro de Interior, Alfredo Pérez Rubalcaba, señaló que "ETA para porque no puede más" y que no se iba a modificar en absoluto la política antiterrorista. Respecto a los exmiembros de la ilegalizada Batasuna y sus expectativas de poder participar en procesoso electorales, reafirmó que o rompían con ETA, o la convencían del abandono definitivo de las armas, o no tendrían un espacio electoral. Finalmente, el presidente del Gobierno, José Luis Rodríguez Zapatero, en una comparecencia el 7 de septiembre, fijó la posición definitiva del ejecutivo:

Ya no valen comunicados; ya solo valen decisiones. Y solo una decisión vale. Se dice en pocas palabras: abandono de las armas para siempre. Esto debe saberlo la izquierda abertzale y lo sabe.

El lehendakari del Gobierno Vasco, Patxi López, indicó a Radio Euskadi que era necesario "mucho más", que ETA tenía que desaparecer y que mientras tanto se seguiría la lucha contra el terrorismo y se mantendría sin fisuras la unidad de las fuerzas políticas. El Consejero de Interior del Gobierno Vasco, el socialista Rodolfo Ares, señaló en rueda de prensa el mismo día que no era tiempo de treguas, sino del fin definitivo de la violencia, y se mostró cauteloso con la declaración de ETA, de quien dijo no hay que "dejarse enredar" al tiempo que señaló que se mantendrían activos todos los resortes del Estado de derecho:

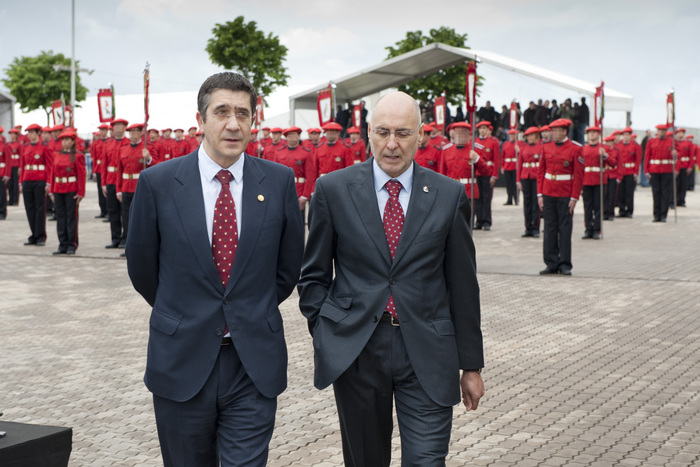
El consejero de Interior del Gobierno Vasco, Rodolfo Ares y el lehendakari, Patxi López en una imagen de mayo de 2010.

Cualquier declaración que hable de un cese aunque sea temporal de los atentados hay que considerarlo una buena noticia, pero el comunicado es absolutamente insuficiente porque no responde a lo que la sociedad vasca demanda de ETA, que es que deje la actividad terrorista de forma definitiva. No responde a la exigencia de la mayoría de la sociedad vasca, ni responde a las expectativas que algunos se habían creado últimamente ni responde a las exigencias que los radicales abertzales hacían a la banda. Las treguas ya han pasado y lo único que la sociedad vasca espera es que ETA anuncie que deja definitivamente la acción terrorista. Seguiremos trabajando con la misma firmeza contra el terrorismo y seguiremos combatiendo el terrorismo con todos los instrumentos del Estado de Derecho. No nos dejemos enredar, tenemos que ser muy exigentes con ETA. Creo que lo más importante es que hemos aprendido mucho del pasado y sabemos que tenemos que ser muy exigentes con la banda terrorista. Todos deberían analizar el pasado para no cometer errores que ya cometieron.

#### Reacciones de las fuerzas políticas al primer comunicado
Entre las diferentes formaciones políticas españolas se generalizó un sentimiento de cautela. La Secretaria de Organización del Partido Socialista Obrero Español, Leire Pajín, consideró el comunicado de ETA "claramente insuficiente" y pidió que "abandonen definitivamente las armas y que se disuelvan. No pueden andarse por las ramas". En el mismo sentido se manifestó el vicesecretario general del PSOE, José Blanco. Antonio Basagoiti, líder del Partido Popular en el País Vasco, señaló que ETA puede declarar una tregua "pero el Estado no", indicando que era una estrategia de ETA y su entorno para "colarse" en las próximas elecciones municipales de 2011. El dirigente nacional del Partido Popular, Esteban González Pons, en otro tono, señaló: "nosotros lo único que consideraríamos relevante sería un abandono de las armas por parte de ETA y una condena de la violencia por parte de su entorno", recordando que todas las treguas anteriores han terminado "con más muertos". En el mismo sentido se manifestó después el presidente del PP, Mariano Rajoy. Izquierda Unida, a través de Gaspar Llamazares, señaló que ETA se quedaba corta y era una medida positiva pero insuficiente. Rosa Díez, por Unión Progreso y Democracia manifestó que era una buena noticia, pero que no había que ser incautos. Aralar, representante de la izquierda abertzale separada de la violencia y escindida de Batasuna, consideró "buena noticia" el comunicado, aunque pidió a ETA que declarase el "cese unilateral y definitivo". Días más tarde, su líder, Patxi Zabaleta, no descartaba la posibilidad de que ETA sufriera una escisión similar a lo que ocurrió con el IRA Auténtico en Irlanda. Ezker Batua-Berdeak también insistió en que no era el cambio esperado por la ciudadanía después de tantos años de violencia.

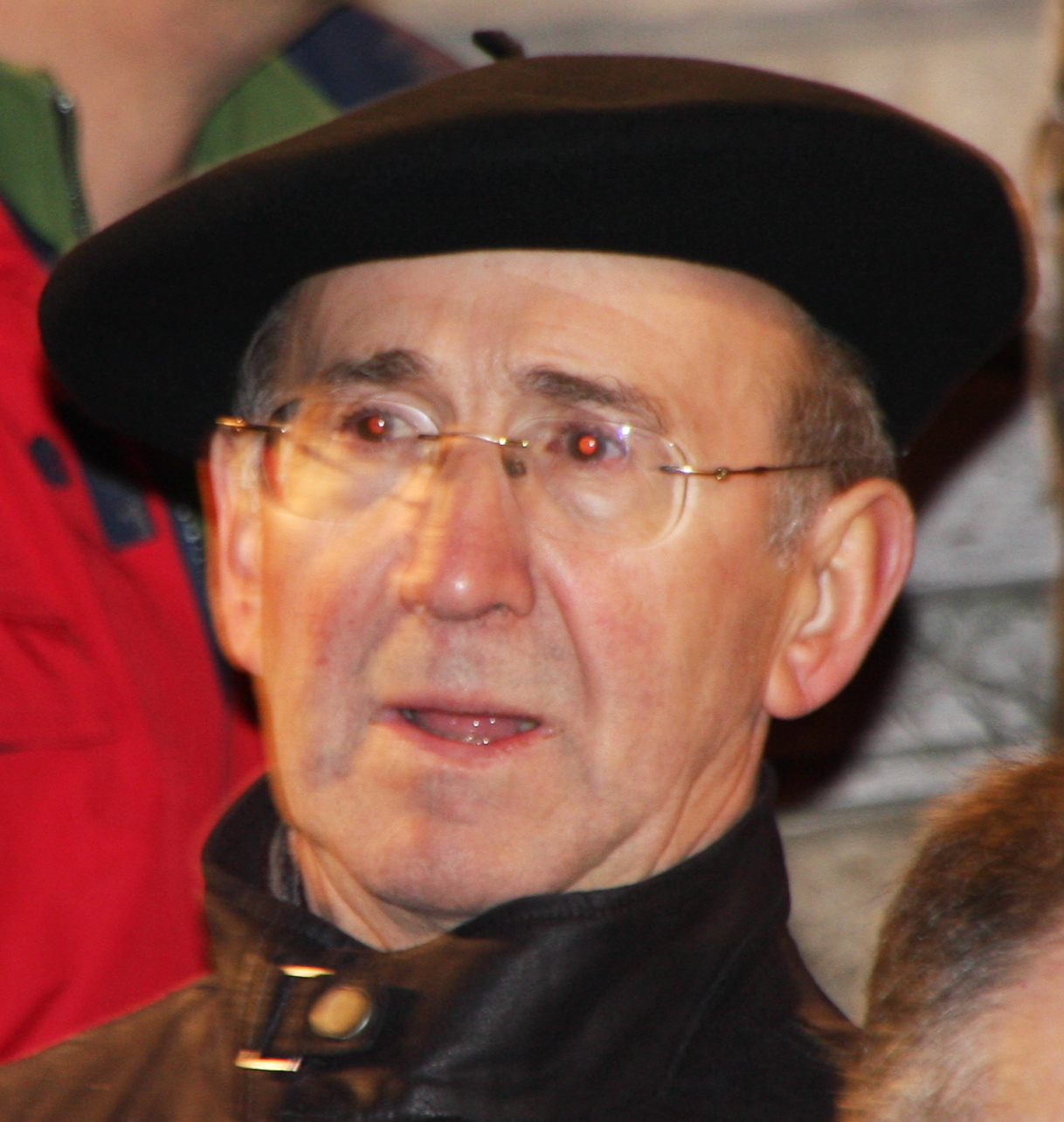
El exdirigente de la ilegalizada Batasuna, Tasio Erkizia en una imagen de 2009.

#### Posición del PNV y conversaciones con el gobierno de España

##### Relaciones entre el PNV y el gobierno de España previa a la declaración de alto el fuego
Iñigo Urkullu, líder del Partido Nacionalista Vasco, convencido de que un adelanto electoral daría la victoria al Partido Popular, para buscar una salida al fin de ETA, eliminar el toque de radicalismo soberanista de la etapa de Juan José Ibarretxe en la última etapa del Gobierno Vasco y presionado por el empresariado vasco ante la crisis económica, había respondido favorablemente a la petición que el presidente del Gobierno, José Luis Rodríguez Zapatero, le formuló al final de la primavera de 2010 para afrontar juntos cuestiones esenciales de política nacional. Así, el PNV y el PSOE afrontaron juntos el apoyo a los presupuestos de 2011, y las reformas políticas, laborales y sociales, como la reforma laboral y la reforma del sistema público de pensiones o el proceso de privantización de AENA.

##### Posición y estrategia del PNV y conversaciones con el gobierno de España tras la declaración del alto el fuego
Tras la declaración del alto el fuego, el Partido Nacionalista Vasco en un comunicado lamentó que no era el mensaje que la sociedad esperaba. Después, el presidente del PNV, Iñigo Urkullu, señaló la insuficiencia del comunicado y exigió a ETA el abandono definitivo de las armas.
El 22 de septiembre, Urkullu y el presidente del Gobierno, José Luis Rodríguez Zapatero se reunieron en el Palacio de La Moncloa con ocasión de la conversaciones sobre los preupuestos genererales para 2011 y trataron la situación con ETA. Ambos se mostraron conformes en que había que mantener la presión sobre la banda, manifestaron que "hay que exigir a ETA que dé pruebas fehacientes de que la tregua que ha declarado se convierta en un cese definitivo de las armas" y el PNV señaló que no volvería a un proceso de paz como los fracasados en el pasado. Urkullu manifestó ser partidario de abrir un debate entre todos los partidos de Euskadi sobre la situación, incluida la izquierda abertzale, y pidió que se fuese más tolerante con las manifestaciones de la izquierda abertzale en la calle. Zapatero le señaló que la política antiterrorista no se iba a cambiar.
El 1 de enero de 2011, el presidente del Gobierno y el líder del PNV, Iñigo Urkullu, que ya se habían visto varias veces de manera no oficial, volvieron a reunirse para evaluar la situación y pactaron recorrer conjuntamente el final de ETA. En la reunión, a la que asistió Alfredo Pérez Rubalcaba, convinieron en que no era posible reeditar los procesos de alto el fuego anteriores y que las treguas ya no eran un instrumento posible de solución, por lo que consideraron insuficiente la declaración de Bruselas y la petición de alto el fuego unilateral, permanente y verificable que dirigió a ETA el mediador Brian Currin, respaldado por cuatro Premios Nobel sudafricanos e irlandeses, concluyendo que lo único que podría tener un contenido merecedor de atención sería que ETA dejase de actuar y se percibiera que no había atentados, ni extorsión a empresarios y profesionales, ni kale borroka. También descartaron la posibilidad de crear una mesa de partidos al margen del Parlamento Vasco, manteniendo la presión sobre la izquierda abertzale para que abandonase definitivamente a ETA y su estrategia.

#### Eusko Alkartasuna y la izquierda abertzale ilegalizada
Por el contrario, Eusko Alkartasuna (EA), a través de Pello Urizar, destacó que era una noticia "largamente esperada" que suponía un "cambio en Euskal Herria y era el primer paso para una "tregua indefinida". Antiguos miembros de la ilegalizada Batasuna (Tasio Erkizia, Agurne Barroso, Txelui Moreno y Mariné Pueyo) comparecieron el mismo día de la declaración de tregua para leer un comunicado sin contestar a las preguntas de los periodistas, y en el que mostraron su satisfacción por el comunicado de ETA al que calificaron como "de valor incuestionable" para lograr la paz e "instaurar un proceso democrático". Al mismo tiempo señalaban que se buscaba el fin de la "violencia, represión y conculcación de derechos democráticos y nacionales".
La izquierda abertzale ilegalizada, dos días después del comunicado de ETA y en rueda de prensa, pidió por boca de Txelui Moreno y la alcaldesa de Hernani, Marian Beitialarrangoitia, que correspondía al Gobierno de España dar pasos tras la tregua porque no había "movido ni un dedo", y en concreto consideraron fundamental la legalización de Batasuna de cara a las elecciones municipales de 2011, el fin de la "humillación a los presos" y su acercamiento a prisiones del País Vasco, y todo ello como "uno de los mínimos democráticos" exigibles. Al mismo tiempo, Batasuna presionaba para que se produjese un proceso de "verificación internacional" del alto el fuego, siguiendo el modelo de Irlanda del Norte y Sudáfrica, a través del mediador de dichos procesos, el sudafricano Brian Currin, que había intervenido también en la petición de marzo de 2010 de varios premios nobel en favor de que ETA dejase las armas definitivamente bajo supervisión independiente. Batasuna había planificado todo un proceso hasta el fin de 2010 cuyo objetivo era llegar a fin de año con una fuerte movilización popular y la presentación de una candidatura para las elecciones municipales de 2011.
El exdirigente de Batasuna, en prisión por sus presuntas vinculaciones con ETA, Arnaldo Otegi, declaró en una entrevista al diario El País que "Las armas, todas las armas, deben desaparecer definitivamente de la ecuación política vasca", y advirtió de que ante un hipotético atentado de ETA –a la que reclama un alto el fuego "unilateral, permanente y verificable"–, la izquierda abertzale "se opondría a tales hechos".
El diario La Gaceta informaba que de cara a las elecciones municipales y forales de 2011 EA, Aralar y Batasuna concurrirían en coalición bajo la marca Euskal Herria Bai, nombre idéntico al usado ya en diversas elecciones en Francia por la coalición de EA, AB y Batasuna, y que finalmente Aralar registró en octubre. Asimismo, el 11 de septiembre de 2010 se convocó una manifestación en Bilbao en defensa de los derechos civiles y políticos por la plataforma Adierazi Euskal Herria, la cual fue acusada por la Fiscalía de ser una sucesora de Batasuna al estar integrada por procesados y acusados de colaboración o integración con ETA.

#### Acuerdo de Guernica
El 25 de septiembre de 2010 varias formaciones de la izquierda abertzale formalizaron en Guernica una declaración pública pidiendo a ETA un alto el fuego permanente «como expresión de su voluntad para un abandono definitivo de las armas». Dicho acuerdo contó con las firmas de Rufi Etxeberria por parte de la izquierda abertzale ilegalizada, el secretario general de Eusko Alkartasuna, Pello Urizar, que ya firmó un documento de colaboración entre abertzales, el dirigente de Aralar, Patxi Zabaleta, creador de esa formación como escisión de Batasuna, Oskar Matute, en representación de Alternatiba y Joseba Garai, por el partido vasco-francés Abertzaleen Batasuna, y el apoyo de los sindicatos LAB, ESK, Hiru, ELB, EHNE y STEE-EILAS, junto a otras organizaciones sociales.
El denominado Acuerdo para un escenario de paz y soluciones democráticas suscrito en Guernica incluía la petición de la derogación de la Ley de Partidos y de la ley antiterrorista, que la Audiencia Nacional no fuera competente en delitos de terrorismo, el cese de "todo tipo de amenazas, presiones, persecuciones, detenciones y torturas contra toda persona por razón de su actividad o ideología política", el acercamiento de presos a sus lugares de origen, medidas de libertad para presos gravemente enfermos, la eliminación de la doctrina Parot y una revisión de los procesos judiciales. Horas después de su presentación, el diario Gara publicó las declaraciones de dos miembros de ETA señalando estar dispuestos a ese alto el fuego definitivo si se daban las condiciones para ello.

## Cronología de octubre a diciembre de 2010

### Situación en octubre de 2010

#### Remodelación del gobierno español
A raíz del paquete de medidas económicas iniciadas por el gobierno de José Luis Rodríguez Zapatero desde junio de 2010, con la reforma laboral aprobada por el Congreso y rechazada por los agentes sociales en una huelga general y los inmimentes cambios en la política sobre pensiones públicas, se produjo una amplia remodelación del Gobierno en octubre de 2010, en la que Alfredo Pérez Rubalcaba siguió ocupando la cartera de Interior, además de asumir la Vicepresidencia Primera y el socialista vasco, Ramón Jauregui, era nombrado ministro de la Presidencia. Jauregui fue vicelehendakari con José Antonio Ardanza entre 1987 y 1991 y por su perfil dialogante se especuló con que se pudiera poner en marcha desde el Gobierno alguna iniciativa en la posición sobre ETA. Patxi Zabaleta, dirigente de la formación Aralar, vio en el nombramiento "un cambio de actitud" de los socialistas, ya que Jáuregui "es una persona que conoce perfectamente la situación política de Euskal Herria y aporta garantías".

#### Cambios en la posición de Batasuna: fin de la violencia sin condiciones previas
Batasuna y la izquierda abertzale reclamaron a ETA en la segunda quincena de octubre de 2010 un cese unilateral e incondicional de la violencia, según distintas fuentes, y habría instado a la banda terrorista a dar ese paso sin esperar ni exigir condiciones previas al Gobierno. Igualmente aseguraron que no presentarían candidaturas a las elecciones municipales y forales de 2011 si ese cambio no se producía, dado que eran conscientes de que sus candidaturas no serían legales.

#### Posición del Gobierno de España
El ministro de Fomento, José Blanco, aseguró que si se cumplía la Ley de Partidos y la izquierda abertzale condenaba el terrorismo "podrán participar". El Presidente, José Luis Rodríguez Zapatero, por su parte, señaló que los recientes "pasos de Batasuna no van a ser en balde". Jaúregui señaló que "No será un the end que diga se acabó […] será un final plagado de contradicciones". Señaló también, en entrevista en Onda Cero:

[...] probablemente [el fin de ETA], no lo veremos nunca. Yo, sinceramente, trasladándole una visión más personal sobre la cuestión, creo que es poco probable que ETA diga: desaparezco, me disuelvo, me rindo, me he equivocado. Probablemente esto no forma parte de la lógica de las cosas.

Por su parte, Alfredo Pérez Rubalcaba insistió en que no habría cambios en la política antiterrorista y el 28 de octubre, en una entrevista en la Cadena SER, indicó que "está cambiando algo porque ETA está más débil que nunca, pero en el fondo no hay ningún cambio", diciendo a Batasuna que "si quiere recuperar la legalidad tiene dos caminos: o convence a ETA de que lo deje del todo, o deja a ETA", cerrando el paso a una simple tregua: "La palabra tregua desapareció en la T4. Ya no vale, ni extensible ni verificable".

#### Posición del Partido Popular
El Partido Popular en el País Vasco, cambio ligeramente su posición, pidiendo que se pusiera a ETA en "cuarentena democrática" para ver si era cierto que apostaban por el estado democrático: Antonio Basagoiti consideró que en siete meses -"en mayo"- se debería "poder acabar con esta lacra" y pidió al Gobierno, en relación con las elecciones autonómicas y municipales de 2011, que haga lo posible para que ETA no esté en las instituciones porque sólo así estará "acabada".

### Situación en noviembre y diciembre de 2010
El abogado y mediador en conflictos internacionales, Brian Currin, en Bilbao el 12 de noviembre, durante una visita en la que presentó sus intenciones de crear un "Grupo Internacional de Contacto" para facilitar la solución pacífica del fin de la violencia, señaló que ETA declararía un alto el fuego verificable y definitivo en las próximas semanas, si bien después matizó sus palabras al decir que había un error en la traducción y que eso era lo que deseaba la izquierda abertzale, no lo que sabía ésta con certeza. El Partido Socialista de Euskadi-PSOE, desautorizó a Currin al señalar el secretario general de esta formación en Álava, Txarli Prieto, que "nadie la había llamado" y que "patinaba" sobre temas que no eran de su incumbencia.
A finales de noviembre, la izquierda abertzale anunció en Pamplona la creación de una nueva formación política en cuyos estatutos tenía previsto condenar la violencia y aceptar la Ley de Partidos. La nueva formación esperaría para solicitar su registro a que ETA declarase el cese definitivo y verificable de la violencia.
El gobierno y el Partido Popular iniciaron una modificación pactada de la legislación electoral cuyo objetivo era evitar que, de cualquier manera, candidaturas vinculadas a ETA pudieran estar presentes en las elecciones municipales de 2011. Las reformas consistían, básicamente, en permitir la suspensión cautelar de la proclamación de los electos cuando fueran recurridas las candidaturas ante el Tribunal Supremo y mientras este no se pronunciase; la imposibilidad de ser electo cualquiera que hubiera sido proclamado como tal con anterioridad en una candidatura que hubiera sido declarada ilegal después por el Supremo y que, ambos supuestos, se aplicaban también a las agrupaciones de electores.
El exdirigente de ETA y que fuera número dos de la banda, Eugenio Etxebeste, alias Antxon, en un acto en Rentería, señaló que la lucha armada de ETA en el pasado tenía un sentido, pero que en la actualidad la única vía para pedir la autodeterminación del País Vasco era la vía política. Aseguró que la nueva formación política que preparaba la izquierda abertzale era un objetivo muy importante, pero que cualquier fracaso en ese proyecto no le apartaría de la senda pacífica:

No sería de rigor retroceder. Supondría un error de base de la izquierda abertzale hacerlo. Nuestra estrategia va más allá de un evento electoral y los resultados se van a ver, aunque se pueda hacer a corto plazo.

## Comunicado de ETA de enero de 2011

### Declaración de alto el fuego permanente, general y verificable
El 10 de enero de 2011, ETA anunció un alto el fuego "permanente, general y verificable" declarando su "compromiso firme con un proceso de solución definitivo y con el final de la confrontación armada". El comunicado señalaba:

El proceso democrático debe superar todo tipo de negación y vulneración de derechos y deber resolver las claves de la territorialidad y el derecho de autodeterminación, que son el núcleo del conflicto político. Corresponde a los agentes políticos y sociales vascos alcanzar acuerdos para consensuar la formulación del reconocimiento de Euskal Herria y su derecho a decidir, asegurando la posibilidad de desarrollo de todos los proyectos políticos, incluyendo la Independencia [...] ETA ha decidido declarar un alto el fuego permanente y de carácter general, que pueda ser verificado por la comunidad internacional. Este es el compromiso firme de ETA con un proceso de solución definitivo y con el final de la confrontación armada. Es tiempo de actuar con responsabilidad histórica. ETA hace un llamamiento a las autoridades de España y Francia para que abandonen para siempre las medidas represivas y la negación de Euskal Herria.

Dos días antes, el 8 de enero, se celebró en Bilbao una manifestación de apoyo a los presos de ETA convocada por EA, Aralar, la izquierda abertzale y miembros de Batasuna, Alternatiba, AB, ELA y LAB, y a la que asistieron decenas de miles de personas bajo el lema "Demos un paso adelante. Con todos sus derechos los presos políticos vascos al País Vasco". Aunque todas las formaciones convocantes, en diferentes momentos, se habían mostrado partidarias de esperar a un comunicado de ETA poniendo fin definitivo a la violencia como requisito previo a cualquier otro planteamiento, los convocantes argumentaron que sus exigencias al ejecutivo para un cambio en la política penitenciaria era similar a la que se convocaba cada año por los derechos de los presos, y que no era momento ("hoy no tocaba") de reclamar nada a ETA.

#### Consulta previa de la dirección de ETA a sus miembros más activos
ETA desarrolló en noviembre de 2010 una consulta sobre el fin de la violencia entre un ámbito militante reducido. En un principio se creyó que la había extendido también a los llamados makos (aquellos que se encontraban presos) y también a antiguos militantes en el extranjero, aunque tras el alto el fuego de enero se supo que no había sido así. La dirección de ETA concluyó que "la estrategia político militar es incuestionable", y según diversos analistas era contraria a supeditarse a los planteamientos de la izquierda abertzale. En este sentido, esta situación fue valorada como una falta de renuncia real al empleo de la lucha armada si Batasuna no era legalizada para las elecciones municipales de 2011 o no se conseguían los objetivos de autodeterminación, y que el alto el fuego de enero era una situación obligada para no entrar en colisión con Batasuna, con los mediadores internacionales ni con el grupo de apoyo (Frienships) del Parlamento Europeo.

#### Reacciones del Gobierno de España al alto el fuego permanente
El presidente del gobierno, José Luis Rodríguez Zapatero, señaló en unas declaraciones previas a una entrevista que "el comunicado no sirve. Tiene que dar mucha más contundencia y no vamos a permitir ningún engaño", añadiendo a continuación "que nadie piense que el Gobierno va a bajar la guardia" y que "una organización que ha sembrado tanto terror es una organización que para terminar su actividad va a ser un proceso duro y costoso", sin negar que se estaba en el horizonte del fin de la violencia. Dos días después, el presidente del gobierno se reunió por separado con el lehendakari Patxi López y el líder del Partido Nacionalista Vasco, Iñigo Urkullu para tratar la declaración de ETA. Todas las partes coincidieron en que la declaración de enero era un avance, pero muy insuficiente, señalando como diagnóstico común que ETA impedía avanzar a Batasuna.
El vicepresidente primero del gobierno, Alfredo Pérez Rubalcaba, sostuvo sus declaraciones de semanas y meses anteriores en una rueda de prensa en la que no admitió preguntas, afirmando que:

No es una mala noticia pero no es la noticia. [...] El único comunicado de ETA que queremos leer es el que declare el fin irreversible y definitivo [del terrorismo]. ETA tiene una visión distorsionada de la realidad, y ahora se manifiesta con la misma arrogancia con el mismo lenguaje y con la misma escenografía de siempre. Quiere mantener su posición de tutela, de garante de una supuesta negociación y sigue pretendiendo que el fin de la violencia tenga precio. Además, habla de una verificación internacional que el Gobierno ha rechazado rotundamente porque en un estado democrático quien verifica son las Fuerzas y Cuerpos de Seguridad del Estado. Si me preguntan si estoy más tranquilo hoy que ayer, les diré que sí lo estoy; pero si me preguntan si esto es el final de ETA, les diría que no, y desde luego si me preguntan si esto es lo que la sociedad espera, les digo rotundamente que esto no es lo que espera el Gobierno. En resumen, esto no es una mala noticia, pero esta no es la noticia. No ha cambiado hoy lo que venimos diciendo: que la ilegalizada Batasuna tiene dos opciones para volver a la vida política: o ETA deja la violencia de forma irreversible y definitiva o Batasuna rechaza fehacientemente su relación con ETA y no se ha producido esto. El pasado nunca vuelve y eso tienen que tenerlo en cuenta quienes quieren seguir participando en la vida política.

#### Reacciones de las fuerzas políticas
El Partido Popular, por medio de su secretaria general, María Dolores de Cospedal, repitió el comunicado de 2006 durante el Proceso de paz, indicando que no había petición de perdón por parte de ETA, "no ha pedido perdón ni se arrepiente de sus crímenes”, que el objetivo de ETA seguía siendo la autodeterminación y que "lo único válido es la acción del Estado de derecho. La esperanza de la sociedad no radica en un comunicado sino en la acción de los cuerpos y fuerzas de seguridad del Estado, del poder judicial, la colaboración internacional y el Estado de derecho". Mariano Rajoy, por su parte, remarcó:

No hay ningún cambio de escenario hasta que ETA se disuelva. Para el PP, y creo que para muchos españoles, lo único que nos interesa de ETA es su disolución. Todo lo demás es perfectamente inútil. Seguiremos insistiendo para que ni ETA ni ninguna de sus franquicias, léase Batasuna u otras, se puedan presentar a las próximas elecciones municipales.

El secretario de organización del Partido Socialista Obrero Español, Marcelino Iglesias, se mostró más esperanzado al indicar que era "una noticia importante que se tiene que confirmar con hechos y sin condiciones", y que era "fruto de la lucha policial y de la cooperación internacional. Esperemos que todos estemos a la altura de las circunstancias".
El coordinador federal de Izquierda Unida, Cayo Lara, señaló que el único comunicado que puede aceptarse de ETA es aquel que hable de "irreversibilidad" del alto el fuego, cuando abandonen las armas y se integren en la lucha política. Por su parte, Rosa Díez, de UPyD, consideró el documento "una burla y un escarnio" porque ETA no había renunciado a sus objetivos, y que los terroristas querían "chantajear" a los demócratas, destacando que seguían sin entender que la violencia es "incompatible con los objetivos políticos".

#### Reacciones en el País Vasco
En el País Vasco, el lehendakari Patxi López indicó que era una "pequeño paso", pero que ETA no ha decidido todavía acabar, aunque "asume que su final es ineludible", mostrándose indignado porque a su juicio el comunicado mantenía la pretensión de ETA de tutelar "decisiones políticas que solo corresponden a los representantes de los ciudadanos", y pidió a la izquierda abertzale que exige a ETA el final, que le nieguen cualquier condición de interlocutor y participen en la defensa del sistema democrático. En consejero de Interior del Gobierno Vasco, Rodolfo Ares, destacó, en relación con la situación de Batasuna y la izquierda abertzale que "si el mundo de la antigua Batasuna quiere realmente hacer política como una organización legal sabe muy bien lo que tiene que hacer, debe conseguir que ETA deje definitivamente la actividad terrorista o autodeterminarse, independizarse de ETA, alejarse definitivamente de la violencia".
Por su parte, Antonio Basagoiti, presidente del Partido Popular el País Vasco, consideró que ETA decía "lo de siempre, año nuevo, comunicado viejo", que ETA mantenía su estrategia de "perdonar la vida a cambio de la autodeterminación y en seguir reclamando una "negociación", calificando el comunicado de "paranoia permanente". Sobre la estartegia de la izquierda abertzale, señaló que "es importante que ETA-Batasuna no esté en las próximas elecciones. Si esto sucede, van a estar abocados a una crisis total y van a pasar de comunicados repetitivos a hacer los deberes: entregar las armas o separarse del todo. La Ley de Partidos es mano de santo. Ha servido para que haya menos ETA y tiene que servir para la derrota definitiva de esta banda".
El presidente del Partido Nacionalista Vasco, Iñigo Urkullu, resalto que "no es el texto del cese definitivo, que es lo que le exige la sociedad vasca", esperando que sea un paso más en el final del terrorismo. Sobre la situación de la izquierda abertzale, indicó que, a su juicio, "si la izquierda aberztale cumple con la legalidad no veo razón para que no esté en las elecciones. Representa a un espectro sociológico de la sociedad vasca. Hay que distinguir entre ETA y aquellos que únicamente quieren defender sus ideas por la vía política".
En el seno del Partido Socialista de Euskadi-PSOE, su presidente, Jesús Eguiguren, que fue un activo defensor del proceso de paz de 2006, fracasado finalmente, señaló que el comunicado incrementaba "un poquito la esperanza de poder conseguir la paz", y abogaba por la legalización de las formaciones abertzales y el reagrupamiento de presos etarras como estrategia para poner fin al terrorismo de ETA, señalando a Batasuna como la formación que tenía la responsabilidad única de desmarcarse de los terroristas.
Mientras tanto, para Batasuna, Movimiento Pro Amnistía y el sindicato LAB, como parte de la izquierda abertzale, en palabras de Marian Beitialarrangoitia, Txelui Moreno, Miren Legorburu y Rufi Etxeberria, el comunicado fue "una decisión sin precedentes [que] abre de forma clara e inequívoca la oportunidad de avanzar de forma irreversible hacia un marco de paz". Txelui Montero, además, interpretó la declaración de ETA como "el final del final de la confrontación armada" y que la decisión era "importante", "irreversible" y "unilateral", lo que fue interpretado por los partidos nacionalistas vascos como una "corrección" y "respuesta" de Batasuna a ETA para procurar su inscripción en el registro de partidos políticos y poder presentarse a las próximas elecciones miunicipales de mayo de 2011. Arnaldo Otegi, en prisión provisional desde 2009 por su presunta colaboración con ETA en la reorganización de Batasuna, señaló en una entrevista concedida a Gara poco antes de la declaración de enero de 2011 de ETA:

Me siento muy orgulloso del ejercicio de autocrítica tan honesto que hemos realizado. Creo que una de las claves para incidir en los contenidos de esa segunda transición pendiente es la nueva apuesta estratégica realizada por la izquierda abertzale. [...] No he conocido nunca militantes más autocríticos o críticos con la lucha armada -por ejemplo en términos de su conveniencia, de su aportación real al proceso e incluso en términos éticos- que los propios militantes de ETA. Créame, ¡nunca! Así pues, lo volvemos a reiterar: los retos del proceso de liberación nacional y social hoy exigen, como bien recoge la ponencia 'Zutik Euskal Herria', nuevos instrumentos organizativos. [...] Es fundamental nuestra presencia en las elecciones de mayo, no solamente para superar una realidad de segregación político-ideológica que manipula la voluntad de la sociedad vasca y su marco institucional, sino fundamentalmente para abordar la irreversibilidad del proceso democrático con el conjunto de agentes políticos y sociales. Y en segundo lugar, como ya se ha transmitido públicamente, nuestra apuesta va mas allá de estas elecciones y tiene un componente estratégico.

Por su parte, el secretario general de Eusko Alkartasuna, Pello Urizar, valoró el comunicado de ETA como "un paso definitivo para cerrar el ciclo de violencia en Euskal Herria y comenzar con una etapa en la que la acción política es la única herramienta para caminar hacia la consecución de objetivos ideológicos", indicando que cumplía con las peticiones de la Declaración de Bruselas y el Acuerdo de Guernica, por lo que instó al gobierno español a "responder al nuevo tiempo político con medidas que contribuyan a afianzarlo". También Alternatiba consideró que se afianzaba "de forma importante el proceso para la resolución del conflicto" y era "un paso adelante".
Más críticos fueron Lokarri, que consideraba que se reforzaba la no violencia y que ETA había aceptado la Declaración de Bruselas y el Acuerdo de Guernica, si bien lamentaba que no se "hubiera anunciado el fin definitivo de la violencia", y Aralar, que señalaba que "ETA debe aceptar y acatar el Acuerdo de Guernica en sus propios y estrictos términos, incluida la unilateralidad. Si bien en el comunicado aparece mencionado dicho Acuerdo, no se afirma categóricamente su aceptación íntegra. Este es un tema pendiente que falta en el comunicado y que deberá ser necesariamente subsanado para garantizar la credibilidad plena y eficacia completa de lo anunciado". Sin embargo, todos los firmantes del Acuerdo de Guernica hicieron un comunicado público en el que consideraron la declaración de ETA como un "paso positivo" y "de indudable valor", y reclamaron al gobierno español que adoptara "las medidas necesarias" para posibilitar un escenario de normalización política.

#### Reacciones de las asociaciones de víctimas del terrorismo
De manera generalizada, las distintas asociaciones de víctimas del terrorismo en España se mostraron indignadas y fueron muy críticas con el comunicado. Los distintos portavoces lo calificaron de insuficiente, "burla a las víctimas y a la sociedad española en general", "no merece comentario alguno; ETA lo que tiene que hacer es desaparecer", "cobarde", destacando muchos de ellos que ETA no asumía la responsabilidad de los muertos que había causado y ni siquiera había pedido perdón a las víctimas.

#### Reacciones en la comunidad internacional al alto el fuego permanente
La Comisión Europea, a través de Pia Ahrenkilde, valoró con "prudencia" el alto el fuego permanente y respaldó al gobierno español en su lucha con el terrorismo.
El Grupo de Apoyo de la Declaración de Bruselas saludó la declaración e instó a Madrid a responder positivamente: "El grupo de apoyo a un proceso de paz creado en el Parlamento Europeo ha saludado la declaración de ETA y ha instado al Gobierno español a que responda positivamente y se comprometa a resolver el conflicto. El grupo de apoyo a un proceso de paz surgido en en el Parlamento Europeo, Friendship, ha dado la bienvenida a la declaración de alto el fuego permanente, general y verificable de ETA". Brian Currin, uno de los impulsores de la Declaración de Bruselas y mediador internacional, valoró positivamente el comunicado, quitando importancia a los elementos que podían faltar, y calificándolo como un "paso muy importante" que a su juicio no imponía condiciones.
El Sinn Fein, que fuera brazo político de la organización terrorista IRA, pidió al gobierno español que aprovechara "la oportunidad para una paz duradera y para un nuevo comienzo en la relación entre el pueblo vasco y el Estado español. En septiembre del año pasado, ETA expresó su deseo de perseguir la independencia vasca a través de medios pacíficos y democráticos. Esta fue una declaración significativa. Tenía el potencial de propiciar un final permanente al duradero conflicto en el País Vasco [y esta declaración] es continuación de los esfuerzos públicos de la izquierda abertzale y de los recientes comentarios de Arnaldo Otegi". Gerry Adams solicitó del gobierno español la excarcelación de Arnaldo Otegi, como un gesto necesario, señalando que el gobierno español "debería revocar inmediatamente las restricciones impuestas a los activistas políticos en el País Vasco y en particular la prohibición de Batasuna".

## Comunicado de ETA de marzo de 2011
El 27 de marzo de 2011, a través de un comunicado al diario Gara, ETA criticó la postura de los Gobiernos español y francés por no aceptar una verificación oficial del alto el fuego y manifestó que "la única violencia existente hoy en Euskal Herria es la que generan los propios Estados", al tiempo que aceptaba una "verificación informal" mediante una "comisión internacional de verificación". El comunicado señalaba también que en Euskal Herria existían dos corrientes políticas: "los que pretenden mantener la imposición y el bloqueo", y quienes desean "abrir un escenario de libertad". El comunicado no hizo mención alguna a la formación de la izquierda abertzale Sortu, constituida entre el anterior comunicado de enero y éste, ni al rechazo del Tribunal Supremo a su inscripción en el registro de partidos políticos por considerarla vinculada a ETA.
El 9 de abril de 2011 tuvo lugar un tiroteo entre dos miembros de ETA y la Gendarmería francesa en la que resultó herido un gendarme, siendo detenidos posteriormente ambos terroristas; ante este acontecimiento, la coalición Bildu (formada por Eusko Alkartasuna, Alternatiba e independientes de la izquierda abertzale) manifestó su rechazo, tachándolo de un incidente que no rompía el alto el fuego decretado por ETA.
Dicha reacción le valió a Bildu la crítica tanto del Gobierno de España como del Gobierno Vasco y de los partidos políticos PP, UPyD y PNV. Dos días después Bildu rechazó las críticas vertidas sobre ella y se reafirmó en sus anteriores declaraciones.
Desde la propia izquierda abertzale ilegalizada se emitió un comunicado tachando el tiroteo de "incomprensible", "inaceptable" y "no compatible" con el alto el fuego. También los promotores de Sortu mostraron su rechazo al tiroteo, mostrando su "rechazo inequívoco y ético A todo tipo de violecia, incluyendo la de ETA y cualquier otra realizada con motivos políticos" aunque también remarca aunque no tengamos una versión fidedigna y veraz sobre la secuencia de los hechos ocurridos, no dudamos en rechazar el tiroteo producido en Francia".

## Comunicado de presos de ETA en septiembre de 2011
El autodenominado Colectivo de Presos y Presas Políticos Vascos (EPPK) que englobaba a 732 presos de ETA, la inmensa mayoría de los detenidos y encarcelados de dicha organización, emitió un comunicado el 23 de septiembre de 2011 en el que se comprometía "a avanzar en el proceso democrático, dentro del Acuerdo de Guernica y según sus contenidos". Sin embargo, no solicitaron el final de las acciones de ETA y mantuvieron la necesidad de un proceso de negociación entre el Gobierno y la organización terrorista. El comunicado estaba avalado por el 90% aproximadamente de los miembros del EPPK. Desde el gobierno español se vio la declaración como un paso importante pero insuficiente.
Por otra parte, los detenidos y presos de ETA considerados disidentes por la organización, la mayoría expulsados de la misma y agrupados en el colectivo denominado Presos Comprometidos con el Irreversible Proceso de Paz, emitieron también un comunicado el mismo 23 de septiembre en el que, además de apoyar "el Acuerdo de Gernika en todos y cada uno de sus puntos", señalaron que era "hora de abordar sin dilación el reconocimiento y la reparación de las víctimas y la reconciliación social".